# A Man's Mate
A Man's Mate er en amerikansk stumfilm fra 1924 instrueret af Edmund Mortimer.

## Medvirkende
- John Gilbert som Paul Bonard
- Renée Adorée
- Noble Johnson som Lion
- Wilfrid North som Monsieur Bonard
- Thomas R. Mills som Pierre
- James Neill som Veraign
- Jack Giddings som Lynx
- Patterson Dial som Sybil